# 斎藤済一
斎藤 済一（さいとう せいいち、1882年（明治15年）2月16日 - 1947年（昭和22年）10月）は、大日本帝国陸軍軍人。最終階級は陸軍少将。栄典は従四位勲三等

## 経歴
長野県伊那郡福島村出身。教育者を志し長野県師範学校に入学し、1902年（明治35年）卒業したが、志を変えて1903年（明治36年）士官候補生として入隊、1905年（明治38年）には陸軍士官学校を卒業（17期）。
1922年（大正11年）8月、陸軍歩兵少佐に進級し、1923年（大正12年）9月時点で歩兵第11連隊大隊長の任にあった。1924年（大正13年）9月時点で歩兵第9旅団副官（第5師団）となり、1926年（大正15年）3月に第5師団副官に転じた。同年8月、陸軍歩兵中佐に進級し、1928年（昭和3年）6月に歩兵第15連隊附（第14師団・歩兵第28旅団）に移った。
1932年（昭和7年）4月11日に金沢連隊区司令官に着任し、8月8日に陸軍歩兵大佐に進級、1934年（昭和9年）3月に歩兵第29連隊長（第2師団・歩兵第3旅団）に転じた。1935年（昭和10年）8月、近衛師団司令部附となり、上智大学に配属された。1937年（昭和12年）2月12日、陸軍少将進級と同時に待命となり、2月26日に予備役に編入された。
予備役編入後は東京都中野区鷺宮に居住して大日本興亜同盟で訓練部長などを勤める。1947年（昭和22年）66歳で病没した。